# Zaad op mijn huid
Zaad op mijn huid is de titel van een aantal columns die Amélie O. (pseudoniem van Els De Pauw) schreef voor MaoMagazine, Deng en De Morgen.
Het onderwerp van deze columns is seksualiteit en erotiek, bekeken vanuit vrouwelijk standpunt. Amélie O. gebruikt vooral humor, ironie, en een beeldrijke schrijftrant om een aantal onderwerpen uit de taboesfeer toch op een zeer indringende en verteerbare manier te behandelen.
Op de Antwerpse boekenbeurs van het najaar van 2004 werd het boek Zaad op mijn huid (uitgegeven door Van Halewyck, ISBN 9056175947) gepresenteerd: dit boek is een bundeling van de hierboven genoemde columns.